# Thủy triều thiên hà

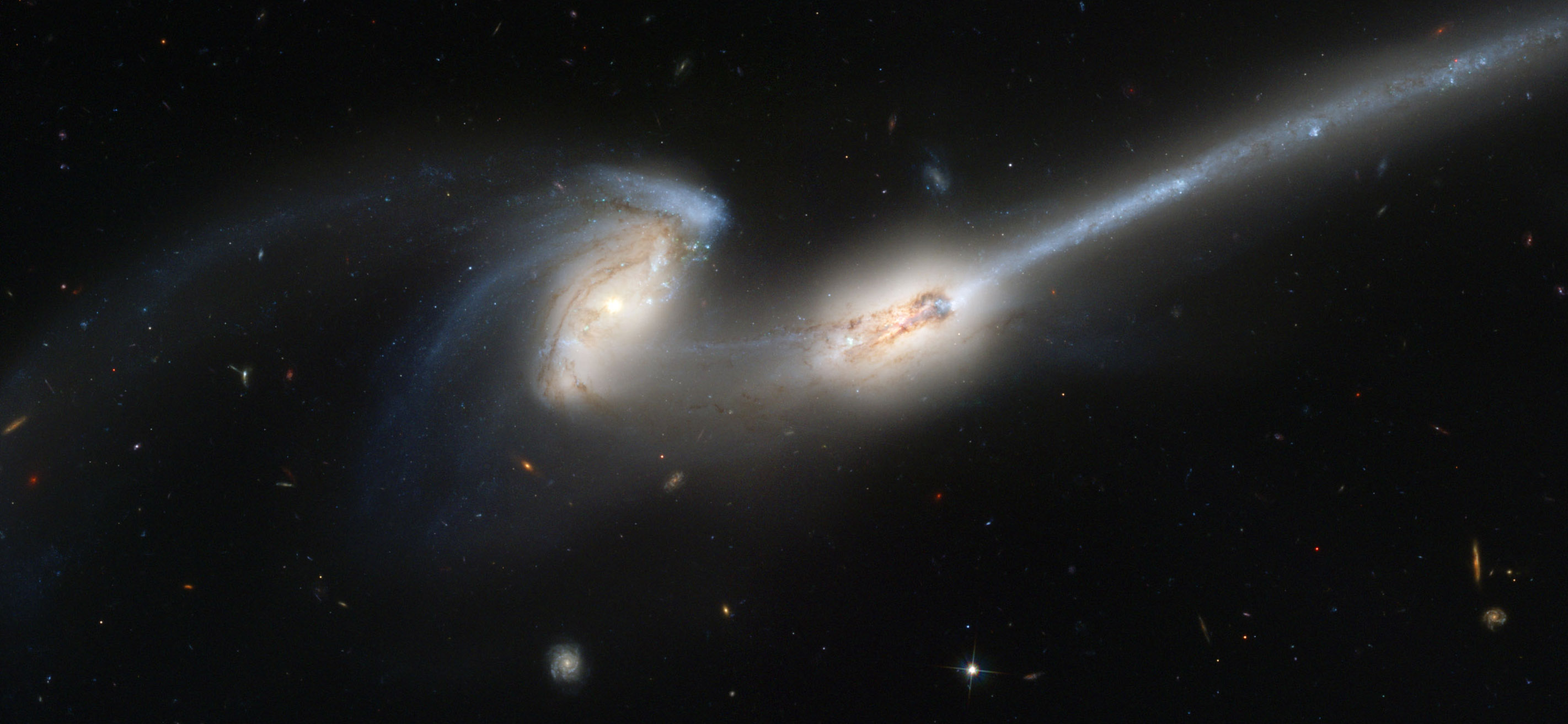
Cặp thiên hà NGC 4676

Một thủy triều thiên hà là một lực thủy triều tác động lên các vật thể chịu ảnh hưởng của trường hấp dẫn từ một thiên hà như Ngân Hà. Thủy triều thiên hà đóng vai trò trong nhiều hiện tượng vũ trụ như va chạm thiên hà., sự sụp đổ của các thiên hà lùn hay thiên hà vệ tinh, và hiệu ứng thủy triều của Ngân Hà lên Đám mây Oort của Hệ Mặt Trời.